# Il diario del vampiro - Vite interrotte
Il diario del vampiro - Vite interrotte è il quinto libro della serie I diari di Stefan, facente parte della saga de Il diario del vampiro di Lisa J. Smith, pubblicato il 17 gennaio 2012 negli Stati Uniti e in italiano l'11 aprile 2013. Il romanzo è narrato dal punto di vista di Stefan e si configura come un antefatto delle vicende raccontate nella serie televisiva The Vampire Diaries.

## Trama
Stefan, suo fratello Damon e Cora tornano a Londra per affrontare Samuel e salvare Violet. Poiché gli abitanti e la polizia stanno cercando Damon credendo che sia lo Squartatore, si nascondono in un tunnel abbandonato in attesa che arrivi la sera, quando, a casa di Samuel, si terrà una festa a cui progettano di imbucarsi. Con uno stratagemma, riescono ad attirare Henry all'esterno della villa e a farsi dire perché il vampiro mediti vendetta contro di loro: Samuel era fidanzato con Katherine quando lei partì per Mystic Falls, e li ritiene responsabili della sua morte. Apprendendo che egli è il benefattore della Casa Magdalena, un istituto per prostitute in cerca di redenzione, e che presto presiederà una serata di beneficenza, Cora acconsente a infiltrarsi nella struttura per scoprire se ha anche qualche secondo fine: scopre, così, che Samuel e Henry usano le ragazze come scorta di sangue. Per proteggerle e per indebolire, contemporaneamente, i due vampiri, Stefan consegna a Cora una scorta di verbena da sciogliere nel cibo. Durante la serata di beneficenza, quando Samuel attira alcune delle ragazze in una stanza appartata per nutrirsi, resta paralizzato dal veleno e Damon cerca di ucciderlo, ma invano: il vampiro, infatti, assume da tempo piccole dosi di verbena e ne è ormai diventato immune, pertanto scappa e uccide un'altra prostituta. Damon decide di non aiutare più Stefan perché, invece di sostenerlo nel combattimento contro Samuel e Henry, si è tenuto in disparte, preoccupandosi dell'incolumità di Cora. Quest'ultima e Stefan si rivolgono così a Ephraim, uno stregone che odia i vampiri, per ottenere un'arma diversa dalla verbena: egli consegna loro delle spine di biancospino incantate e recita un incantesimo per fare in modo che Violet vada da loro, affinché possano convincerla a passare dalla loro parte. La giovane, però, fedele a Samuel ed entusiasta della sua vita di vampira, rapisce Cora per farla diventare come lei. Stefan torna così da Damon e, insieme, tendono una trappola a Samuel utilizzando il biancospino: la trappola contribuisce a indebolire sia lui che Violet e Henry, che viene ucciso, ma Samuel si riprende e, ferito gravemente Damon, porta via lui e Violet con l'intenzione di vendicarsi.

## Edizioni
- Lisa Jane Smith, Il diario del vampiro. Vite interrotte, Gli Insuperabili - Newton Compton Editori, 2013,  p. 288, ISBN 978-88-541-5016-4.
- Lisa Jane Smith, Il diario del vampiro. 6 romanzi in 1, I Superinsuperabili, 2014,  p. 704, ISBN 978-88-541-6252-5.